# Martin Jochheim
Martin Jochheim (* 24. Juni 1958) ist ein deutscher evangelischer Theologe, psychologischer Berater, Supervisor und Ausbilder.
Jochheim studierte Evangelische Theologie in München, Tübingen und Berlin; es folgten Vikariat und Pfarrvikariat in der Evangelischen Landeskirche in Württemberg. 1996 wurde er an der Universität Kiel mit der Dissertation Seelsorge und Psychotherapie – historisch-systematische Studien zur Lehre von der Seelsorge bei Oskar Pfister, Eduard Thurneysen und Walter Uhsadel promoviert. Anschließend war Jochheim als Repetent für psychologische Beratung am Evangelischen Stift Tübingen und als Hochschulassistent an der Evangelisch-theologischen Fakultät Tübingen tätig. Von 1997 bis 2004 war er Gemeindepfarrer in Kressbronn am Bodensee. Von 2005 bis 2010 leitete er die Telefonseelsorge Oberschwaben-Allgäu-Bodensee in Ravensburg, von 2007 bis 2010 war er Geschäftsführer der Deutschen Gesellschaft für Pastoralpsychologie e.V. (DGfP).
Seit 1998 ist Jochheim als Supervisor und Ausbilder in eigener Praxis tätig. Er war Mitglied der Gesellschaft für Personzentrierte Psychotherapie und Beratung (GwG) und der Deutschen Gesellschaft für Supervision (DGSv). Er hatte verschiedene Lehraufträge an Hochschulen und Fortbildungsinstituten und veröffentlicht zu pastoralpsychologischen Themen. Von 2011 bis 2016 war er Mitarbeiter beim Hessischen Konsulentendienst der LAG Wohnen e.V., seit 2016 führt er den Dienst in eigener Geschäftstätigkeit (gemeinsam mit Marianne Martin).

## Veröffentlichungen
Als Autor:
- Seelsorge und Psychotherapie. Historisch-systematische Studien zur Lehre von der Seelsorge bei Oskar Pfister, Eduard Thurneysen und Walter Uhsadel. Winkler, Bochum 1998 (Dissertation, Universität Kiel, 1996).
- mit Samuel Widmer: Über Erwachen, Religion und Spiritualität oder über die Liebe. Briefe unter Freundinnen und Freunden für Existenzsucherinnen und -sucher. Selbstverlag Jochheim, Gießen 2013.
- Konsulentendienst. Personzentrierte Beratung mit Inklusiver Perspektive bei herausforderndem Verhalten von Menschen mit Behinderung. Mitarbeit Marianne Martin. Hessischer Konsulentendienst, Hundsangen 2014.

Als Herausgeber:
- Bibliographie zur evangelischen Seelsorgelehre und Pastoralpsychologie (= Pastoraltheologische Informationen. Sonderband). Winkler, Bochum 1997
- Transformationen. Pastoralpsychologische Werkstattberichte. Hrsg. im Auftrag der Deutschen Gesellschaft für Pastoralpsychologie. H. 1 (2001) ff.
- 24/7 open ohr. Fotografien Guido Blum. Texte Martin und Susanne Jochheim. TelefonSeelsorge Oberschwaben-Allgäu, Ravensburg 2008.
- HerzKrieger. Samuel Widmer im Gespräch mit Martin Jochheim. Überlegungen zu Leben und Tod, Liebe und Einsamkeit, Freiheit und Ordnung, Sexualität und Eifersucht, Gemeinschaft und Alleinestehen. Heuwinkel, Carouge/Genève 2010.
- HerzensWege. Ein Samuel-Widmer-Lesebuch. Texte von Samuel Widmer Nicolet. Ausgewählt, herausgegeben und mit einer Einleitung versehen von Martin Jochheim, mit einem Nachwort von Danièle Nicolet Widmer. Heuwinkel, Allschwil 2014.